# Nastri d'argento 2018
La 73ª edizione dei Nastro d'argento si è tenuta il 30 giugno 2018 al Teatro antico di Taormina. Le candidature sono state annunciate il 29 maggio al MAXXI di Roma, nella stessa occasione sono stati consegnati i premi tecnici e i Nastri speciali.
La 6ª edizione dei Corti d'argento si è tenuta il 18 aprile 2018 presso la Casa del cinema di Roma.

## Vincitori e candidati
I vincitori sono indicati in grassetto, a seguire gli altri candidati.

### Miglior film
- Dogman, regia di Matteo Garrone
- A Ciambra, regia di Jonas Carpignano
- Chiamami col tuo nome, regia di Luca Guadagnino
- Lazzaro felice, regia di Alice Rohrwacher
- Loro, regia di Paolo Sorrentino

### Miglior regista
- Matteo Garrone - Dogman
- Paolo Franchi - Dove non ho mai abitato
- Luca Guadagnino - Chiamami col tuo nome
- Gabriele Muccino - A casa tutti bene
- Susanna Nicchiarelli - Nico, 1988
- Ferzan Özpetek - Napoli velata
- Paolo Sorrentino - Loro

### Migliore regista esordiente
- Damiano e Fabio D'Innocenzo - La terra dell'abbastanza
- Valerio Attanasio - Il tuttofare
- Donato Carrisi - La ragazza nella nebbia
- Annarita Zambrano - Dopo la guerra
- Dario Albertini - Manuel

### Miglior film commedia
- Come un gatto in tangenziale di Riccardo Milani[3]
- Ammore e malavita dei Manetti Bros.
- Benedetta follia di Carlo Verdone
- Brutti e cattivi di Cosimo Gomez
- Metti la nonna in freezer di Giancarlo Fontana e Giuseppe G. Stasi
- Smetto quando voglio - Ad honorem di Sydney Sibilia

### Miglior produttore
- Archimede, Rai Cinema: Matteo Garrone e Paolo Del Brocco - Dogman
- Indigo Film: Nicola Giuliano, Francesca Cima, Carlotta Calori e Viola Prestieri - Loro e Il ragazzo invisibile - Seconda generazione
- Lotus Production, Leone Film Group, Rai Cinema: Marco Belardi - A casa tutti bene e Hotel Gagarin
- Lotus Production, Medusa Film: Giampaolo Letta - The Place
- Madeleine, Rai Cinema: Carlo Macchitella e Manetti Bros. - Ammore e malavita
- Pepito Produzioni, Rai Cinema: Agostino Saccà, Maria Grazia Saccà e Giuseppe Saccà - La terra dell'abbastanza
- Pepito Produzioni, Achab Film, Gran Torino Productions: Agostino Saccà, Maria Grazia Saccà e Giuseppe Saccà - Dove non ho mai abitato
- Vivo Film, Rai Cinema: Marta Donzelli e Gregorio Paonessa - Nico, 1988
- Vivo Film, Colorado Film, Rai Cinema: Marta Donzelli e Gregorio Paonessa - Figlia mia

### Miglior soggetto
- Luciano Ligabue - Made in Italy
- Laura Bispuri e Francesca Manieri - Figlia mia
- Alessandro Aronadio, Renato Sannio, Edoardo Leo - Io c'è
- Vincenzo Marra - L'equilibrio
- Ciro Formisano - L'esodo
- Marco Pettenello e Andrea Segre - L'ordine delle cose
- Andrea Cedrola, Stefano Grasso e Sebastiano Riso - Una famiglia

### Migliore sceneggiatura
- Paolo Sorrentino e Umberto Contarello - Loro
- Gabriele Muccino e Paolo Costella con la collaborazione di Sabrina Impacciatore - A casa tutti bene
- Matteo Garrone, Ugo Chiti, Massimo Gaudioso - Dogman
- Leonardo Di Costanzo, Maurizio Braucci e Bruno Oliviero - L'intrusa
- Susanna Nicchiarelli - Nico, 1988

### Migliore attore protagonista
- Marcello Fonte e Edoardo Pesce - Dogman
- Giuseppe Battiston -  Finché c'è prosecco c'è speranza e Dopo la guerra
- Alessio Boni - La ragazza nella nebbia e Respiri
- Valerio Mastandrea - The Place
- Toni Servillo - Loro

### Migliore attrice protagonista
- Elena Sofia Ricci - Loro
- Valeria Golino e Alba Rohrwacher - Figlia mia
- Lucia Mascino - Amori che non sanno stare al mondo
- Giovanna Mezzogiorno - Napoli velata
- Luisa Ranieri - Veleno

### Migliore attore non protagonista
- Riccardo Scamarcio - Loro
- Peppe Barra - Napoli velata
- Stefano Fresi - Nove lune e mezza e Smetto quando voglio - Ad honorem
- Vinicio Marchioni - Il contagio e The Place
- Thomas Trabacchi - Amori che non sanno stare al mondo e Nico 1988

### Migliore attrice non protagonista
- Kasia Smutniak - Loro
- Adriana Asti - Nome di donna
- Nicoletta Braschi - Lazzaro felice
- Anna Foglietta - Il contagio e Il premio
- Sabrina Ferilli - The Place

### Migliore attore in un film commedia
- Antonio Albanese - Come un gatto in tangenziale[3]
- Carlo Buccirosso e Giampaolo Morelli - Ammore e malavita
- Sergio Castellitto - Il tuttofare
- Edoardo Leo - Smetto quando voglio - Ad honorem e Io c'è
- Marco Giallini - Io sono Tempesta
- Massimo Popolizio - Sono tornato
- Carlo Verdone - Benedetta follia

### Migliore attrice in un film commedia
- Paola Cortellesi - Come un gatto in tangenziale[3]
- Sonia Bergamasco - Come un gatto in tangenziale
- Barbara Bouchet - Metti la nonna in freezer
- Claudia Gerini e Serena Rossi - Ammore e malavita
- Miriam Leone - Metti la nonna in freezer
- Ilenia Pastorelli - Benedetta follia
- Sara Serraiocco - Brutti e cattivi

### Migliore fotografia
- Gian Filippo Corticelli - Napoli velata[4]
- Francesca Amitrano - Ammore e malavita
- Marco Bassano - Made in Italy
- Luca Bigazzi - Loro e Ella & John - The Leisure Seeker
- Vladan Radovic - Figlia mia e Smetto quando voglio - Ad honorem

### Migliore scenografia
- Dimitri Capuani - Dogman[4]
- Giorgio Barullo - Dove non ho mai abitato
- Emita Frigato - Lazzaro felice
- Ivana Gargiulo - Napoli velata
- Rita Rabassini - Il ragazzo invisibile - Seconda generazione

### Migliori costumi
- Nicoletta Taranta - Agadah e A Ciambra[4]
- Massimo Cantini Parrini - Dogman e La terra dell'abbastanza
- Alessandro Lai - Napoli velata
- Carlo Poggioli - Loro
- Daniela Salernitano - Ammore e malavita

### Migliore montaggio
- Walter Fasano - Chiamami col tuo nome (ex aequo)[4]
- Marco Spoletini - Dogman (ex aequo)[4]
- Claudio Di Mauro - A casa tutti bene
- Giogiò Franchini - Made in Italy e Riccardo va all'inferno
- Cristiano Travaglioli - Loro

### Migliore sonoro in presa diretta
- Maricetta Lombardo - Dogman e L'intrusa[4]
- Lavinia Burcheri - Ammore e malavita
- Stefano Campus - Figlia mia
- Fabio Conca - Napoli velata
- Adriano Di Lorenzo - Nico, 1988

### Migliore colonna sonora
- Pivio e Aldo De Scalzi - Ammore e malavita
- Pasquale Catalano - Napoli velata
- Antonio Fresa e Luigi Scialdone - Gatta Cenerentola
- Gatto Ciliegia contro il Grande Freddo - Nico, 1988
- Luciano Ligabue - Made in Italy
- Lele Marchitelli - Loro
- Nicola Piovani - A casa tutti bene

### Migliore canzone originale
- Bang bang - Ammore e malavita, interpretata da Pivio e Aldo De Scalzi e Serena Rossi
- Amori che non sanno stare al mondo - Amori che non sanno stare al mondo, interpretata da Giovanni Truppi
- Arrivano i prof - Arrivano i prof, interpretata da Rocco Hunt
- Durango Blues - Benedetta follia, interpretata da Michele Braga e Elisa Zoot
- Fidati di me - Riccardo va all'inferno, interpretata da Massimo Ranieri
- Ho cambiato i piani - Nove lune e mezza, interpretata da Arisa
- Proof - Il premio, interpretata da Matilda De Angelis, Maurizio Filardo e Wrongonyou
- Sconnessi - Sconnessi, interpretata da Carolina Rey
- The Place - The Place, interpretata da Marianne Mirage
- Tiemp'e veleno - Veleno, interpretata da Enzo Gragnaniello

### Miglior casting director
- Francesco Vedovati - Dogman[5]

### Nastro speciale
- Paolo e Vittorio Taviani, per la regia di Una questione privata[5]
- Gatta Cenerentola per la qualità, l'innovazione e il coraggio produttivo
- Nome di donna, regia di Marco Tullio Giordana[6]

### Nastro Cinema Internazionale
- Vittorio Storaro per la fotografia del film La ruota delle meraviglie - Wonder Wheel (Wonder Wheel), regia di Woody Allen[5]
- Paolo Virzì per la regia di Ella & John - The Leisure Seeker (The Leisure Seeker)[5]

### Nastro ArgentoVivo cinema&ragazzi
- Gabriele Salvatores per Il ragazzo invisibile - Seconda generazione[5]

### Nastro d'argento alla carriera
- Gigi Proietti[5]
- Massimo Ghini[6]

### Nastro d'argento speciale
- Al cast di A casa tutti bene, regia di Gabriele Muccino[5]

### Nastro della legalità
- Prima che la notte, regia di Daniele Vicari
- Nato a Casal di Principe, regia di Bruno Oliviero

### Premio Nino Manfredi
- Claudia Gerini per A casa tutti bene e Ammore e malavita[7]

#### Premio Guglielmo Biraghi
- Euridice Axen per Loro
- Guglielmo Poggi per Il tuttofare

### Premio Graziella Bonacchi
- Luigi Fedele per Quanto basta

### Premio Hamilton Behind the Camera Award
- Luciano Ligabue per Made in Italy

### Premio Persol al personaggio dell'anno
- Edoardo Leo per Smetto quando voglio - Ad honorem e Io c'è[8]

## Corti d'argento
I vincitori sono indicati in grassetto, a seguire gli altri candidati.

### Miglior cortometraggio di fiction
- A Christmas Carol di Luca Vecchi

### Miglior cortometraggio di animazione
- Looney Foodz! di Paolo Gaudio

### Nastro speciale Miglior esordio
- The millionairs di Claudio Santamaria

### Premio speciale 2018
- Casa d'altri di Gianni Amelio

### Corti del futuro per l'innovazione
- L'ombra della sposa di Alessandra Pescetta
- Malamenti di Francesco Di Leva

### Premio per l'impegno sociale
- La giornata di Pippo Mezzapesa

### Migliori attori di cortometraggi
- Valentina Carnelutti e Lino Guanciale per Il regalo di Alice di Gabriele Marino

### Menzioni speciali
- Per la fiction, Tabib di Carlo D'Ursi
- Migliore commedia, Cani di razza di Riccardo Antonaroli e Matteo Nicoletta

### PremioStudio Universal
- Cristallo di Manuela Tempesta